# Hydrovatus perssoni
Hydrovatus perssoni là một loài bọ cánh cứng trong họ Bọ nước. Loài này được Biström & Nilsson miêu tả khoa học năm 1997.